# Rudice (Blanskói járás)
Rudice település Csehországban, a Blanskói járásban. Rudice Habrůvka, Křtiny, Blansko, Jedovnice és Olomučany településekkel határos. Lakosainak száma 983 fő (2024. január 1.).

## Népesség
A település lakosságának változását az alábbi diagram mutatja:
| Lakosok száma | 687  | 843  | 1010 | 947  | 882  | 824  | 966  | 953  | 979  | 983  |
|               | 1869 | 1890 | 1921 | 1950 | 1980 | 2001 | 2017 | 2019 | 2022 | 2024 |